# Czarnia (gmina Czarnia)
Czarnia – wieś sołecka w Polsce położona w województwie mazowieckim, w powiecie ostrołęckim, w gminie Czarnia.
Miejscowość jest siedzibą gminy Czarnia.

## Położenie
Wieś leży na Równinie Kurpiowskiej, nad Trybówką, przy drodze lokalnej. 

## Historia
Miejscowość istniała jako miejsce przerobu rudy darniowej przynajmniej od 1608 roku.
W latach 1921–1931 wieś leżała w województwie białostockim, w powiecie ostrołęckim, w gminie Wach (od 1931 w gminie Czarnia).
Według Powszechnego Spisu Ludności z 1921 roku wieś zamieszkiwało 391 osoby w 71 budynkach mieszkalnych. Miejscowość należała do miejscowej parafii rzymskokatolickiej. Podlegała pod Sąd Grodzki w Myszyńcu i Okręgowy w Łomży; mieścił się tu urząd  pocztowy obsługujący znaczną część terenu gminy.
W okresie międzywojennym miejscowość była siedzibą komisariatu Straży Celnej „Czarnia”.
W wyniku agresji III Rzeszy na Polskę we wrześniu 1939 tereny byłej gminy znalazły się pod okupacją niemiecką i do wyzwolenia weszła w skład Landkreis Scharfenwiese, Regierungsbezirk Zichenau III Rzeszy.
W latach 1975–1998 miejscowość administracyjnie należała do województwa ostrołęckiego.
W 2021 Czarnię zamieszkiwało 356 mieszkańców.

## Demografia
Liczba ludności na przestrzeni lat:
- w 1827 – 190 mieszkańców[14]
- pod koniec XIX wieku – 332 mieszkańców[14]
- w 1921 – 391 mieszkańców[9]
- w 2011 – 435[15]
- w 2021 – 356[13]

## Religia
Drewniana kaplica istniała od 1823 lub 1832 roku i została rozbudowana w 1892 roku. W 1899 erygowano parafii Niepokalanego Poczęcia NMP. 
W miejscowości znajduje się zabytkowy kościół z lat 1903-1907. Dawny kościół przeniesiono do miejscowości Parciaki, gdzie dalej służy parafianom.
Przed kościołem stoi pomnik przedstawiający zakonnika z japońskim chłopcem z dziewczynką w kurpiowskim stroju. Pod pomnikiem jest napis Miłość bez granic. Pomnik przedstawia brata Zenona Żebrowskiego.

## Kultura

### Muzea
W 2002 we wsi powstało Muzeum im. Brata Zenona Żebrowskiego, znanego w Japonii jako Zeno. 
We wsi działa od 1935 roku zespół ludowy Carniacy, a od 1991 Towarzystwo Kurpiowskie Strzelec.

## Turystyka
Czarnia dała nazwę pobliskiemu leśnemu rezerwatowi przyrody z dębem Kmicica i sosnami bartnymi. Do rezerwatu prowadzi szlak „Barci kurpiowskich”.

## Galeria

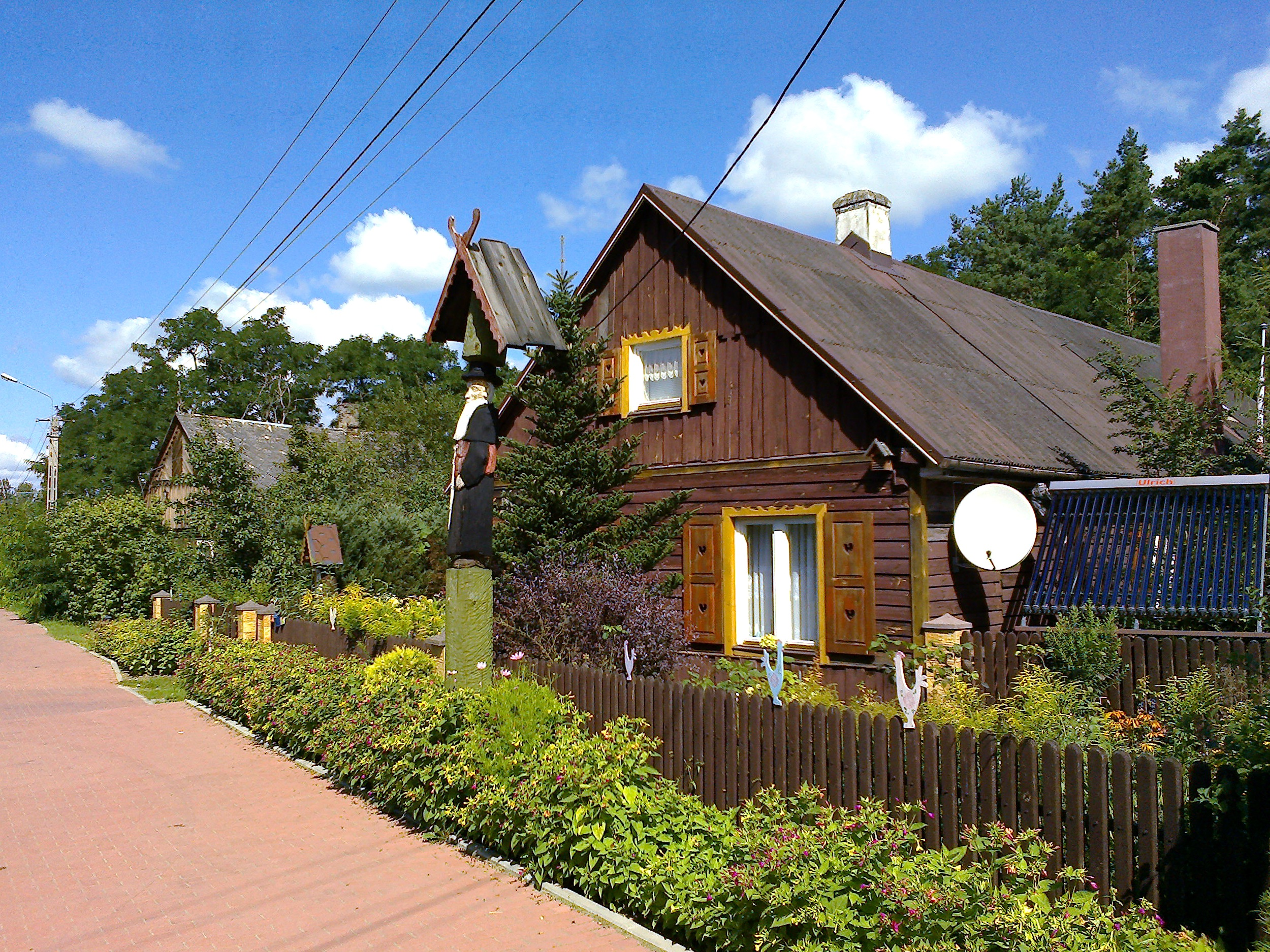
Jeden z domów i kapliczka poświęcona Bratu Zenononowi
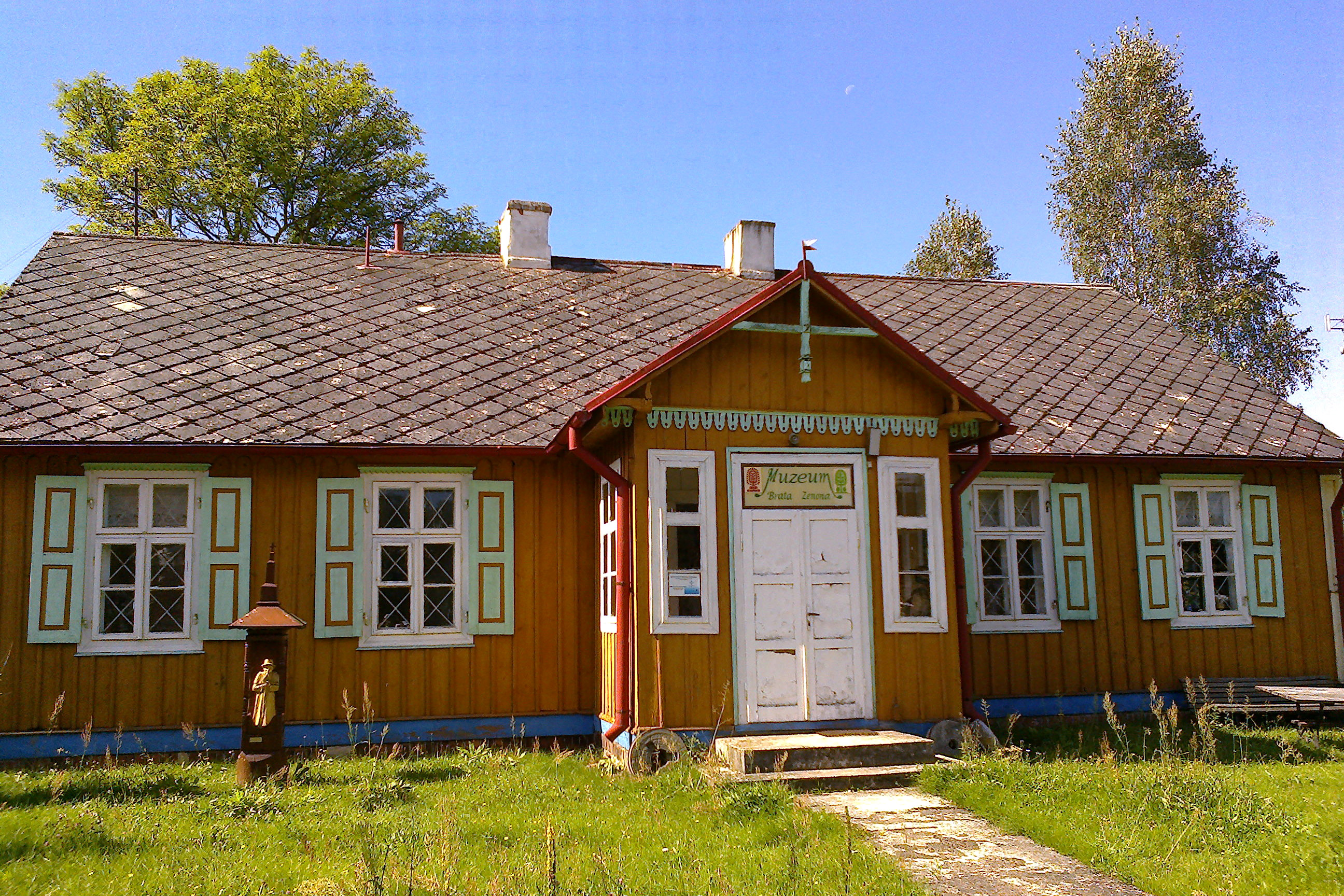
Muzeum Brata Zenona w Czarni
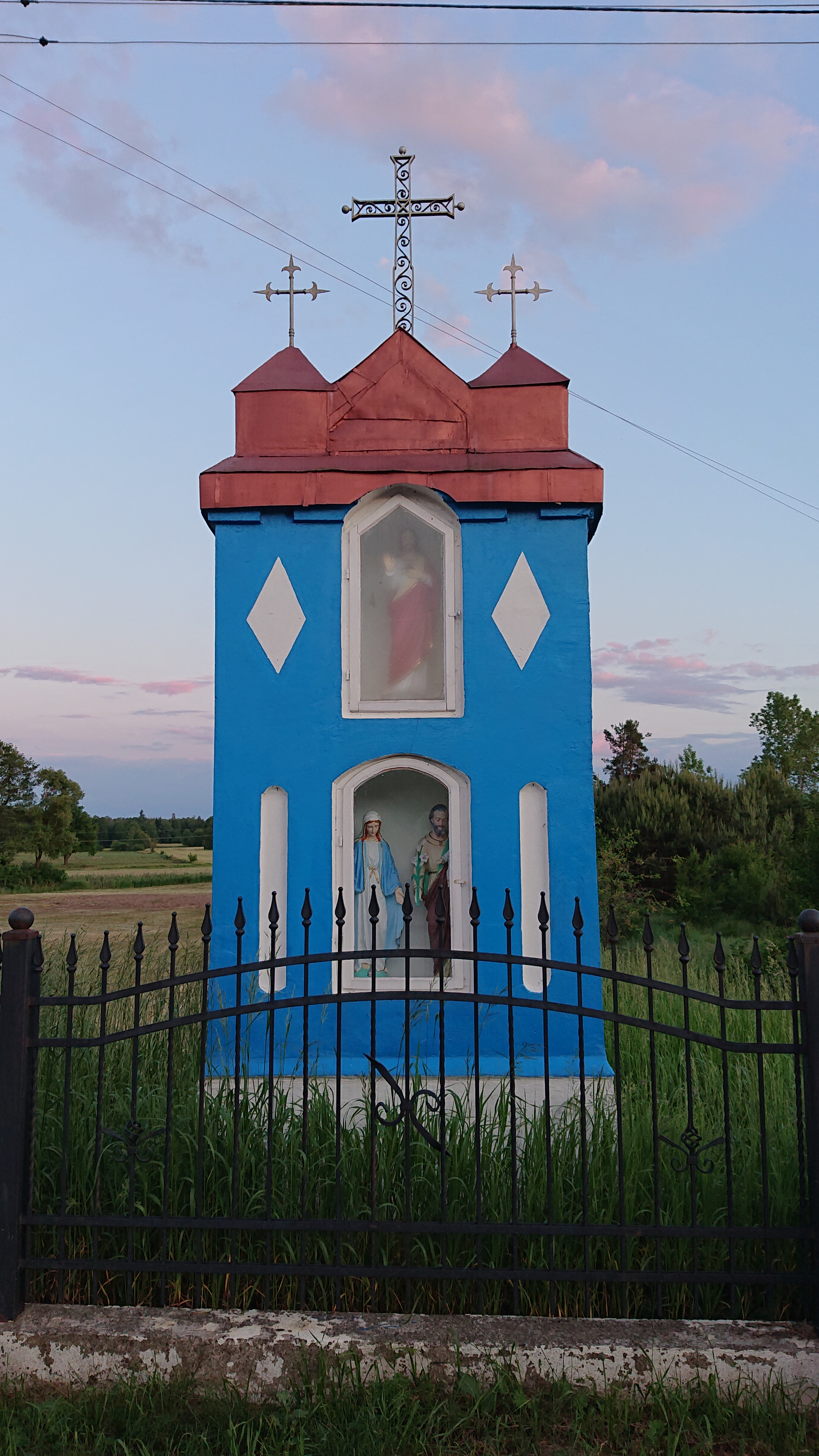
Jedna z kapliczek we wsi
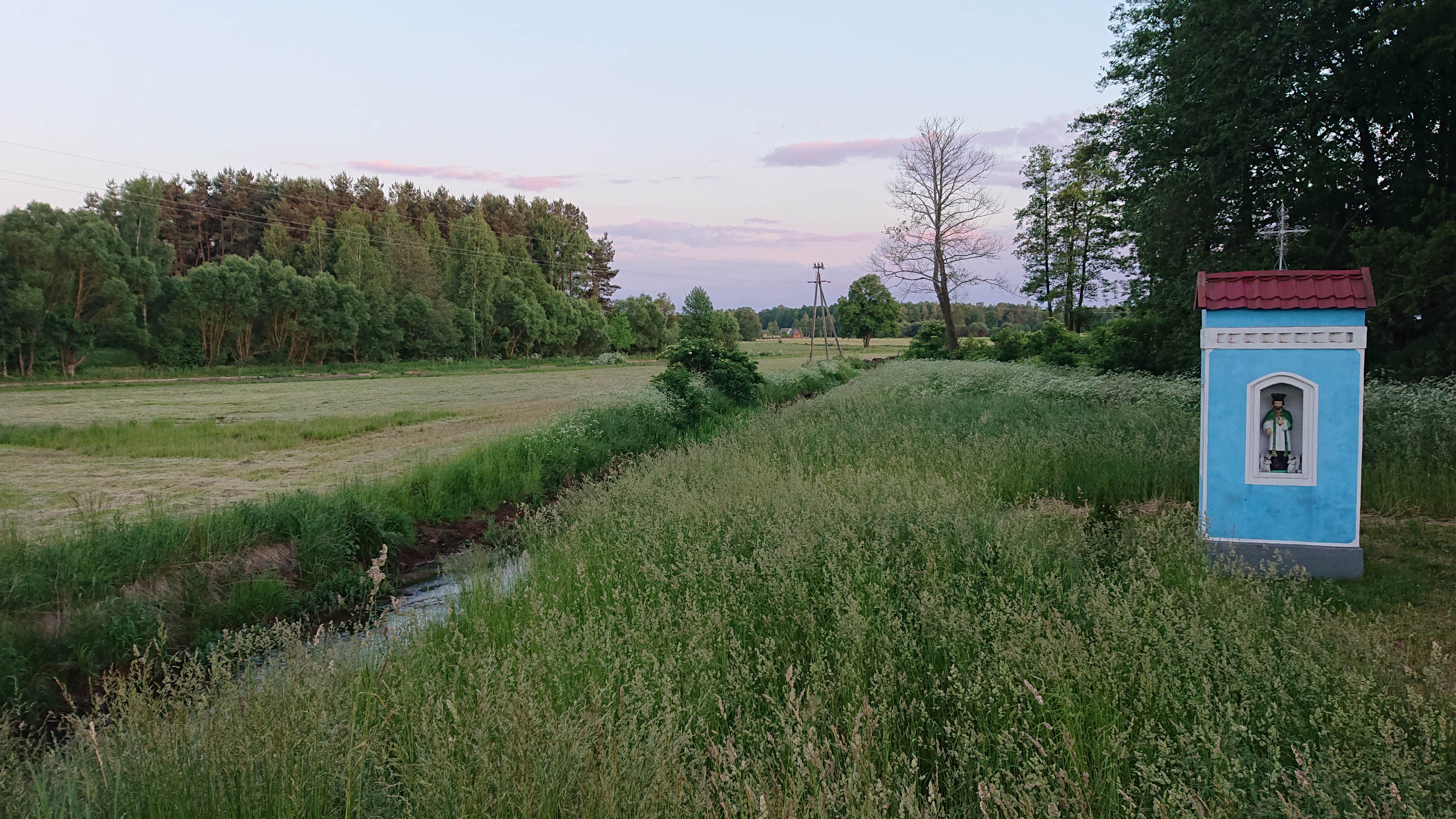
Kapliczka św. Jana Nepomucena nad Trybówką